# Aspetto progressivo
In linguistica, l'aspetto progressivo è un sottotipo dell'aspetto verbale imperfettivo (insieme all'aspetto continuo e all'aspetto abituale).
L'aspetto progressivo rinvia ad un processo descritto nel suo svolgimento, il cui esito futuro non è determinabile. L'imperfettivo, in generale, è caratterizzato da un punto di vista interno alla descrizione del processo, detto "istante di focalizzazione". L'aspetto progressivo è quello maggiormente connesso a questa prospettiva interna.
Un efficace saggio sintattico per isolare il valore progressivo dell'aspetto imperfettivo è controllarne la compatibilità con perifrasi come stare+gerundio.
Quando hai telefonato, stavo dormendo.
Un secondo saggio sintattico riguarda la compatibilità del progressivo con l'avverbiale da x tempo.
Quando hai telefonato, dormivo da tre ore.